# Star Wars: Episode II – Angriff der Klonkrieger

Logo der Star-Wars-Reihe

Star Wars: Episode II – Angriff der Klonkrieger (Originaltitel Star Wars: Episode II – Attack of the Clones) ist ein US-amerikanischer Science-Fiction-Film aus dem Jahr 2002 und der zweite Teil der Star-Wars-Saga. Regie führte George Lucas und die Hauptrollen sind mit Hayden Christensen, Ewan McGregor, Christopher Lee und Natalie Portman besetzt. 2005 folgte die Fortsetzung Star Wars: Episode III – Die Rache der Sith. Der Film startete am 16. Mai 2002 in den deutschen Kinos.

## Handlung
Padmé Amidala, die Senatorin des Planeten Naboo, kehrt nach Coruscant zurück, in die Zentralwelt der Galaktischen Republik, um an einer Abstimmung im Galaktischen Senat über die Aufstellung einer Armee der Republik teilzunehmen. Sie möchte sich gegen eine Armee aussprechen. Bei der Landung wird ein Bombenanschlag auf ihr Raumschiff verübt, den sie aber auf Kosten ihrer Doppelgängerin Cordé unverletzt überlebt. Daraufhin bestimmt der Jedi-Orden auf Anraten Kanzler Palpatines zwei seiner Mitglieder, Obi-Wan Kenobi und seinen Padawan Anakin Skywalker, dazu, die Senatorin zu beschützen.
Während der folgenden Nacht wird mit einem Flugdroiden und zwei giftigen Tausendfüßern ähnelnden Tieren ein weiterer Versuch eines Attentats auf die Senatorin verübt. Obi-Wan und Anakin verfolgen den Roboter zu seiner Besitzerin, einer Kopfgeldjägerin namens Zam Wesell. Doch bevor diese den Namen des sie angeheuerten Kopfgeldjägers verraten kann, erschießt jener sie aus dem Hinterhalt. Die Jedi beschließen, Senatorin Amidala zu ihrer eigenen Sicherheit in Begleitung Anakin Skywalkers nach Naboo zurückzuschicken. Obi-Wan bekommt den Auftrag, den Kopfgeldjäger zu finden.
Während Anakin und Amidala als Flüchtlinge getarnt nach Naboo reisen, führt die Spur des Kopfgeldjägers Obi-Wan zum Planeten Kamino. Dort wird er von den Kaminoanern empfangen, und sie führen ihm eine Klonarmee vor, die sie im Auftrag des unter mysteriösen Umständen verstorbenen Jedi-Meisters Sifo-Dyas für die Republik produziert haben. Auf Kamino trifft Obi-Wan auch erstmals persönlich auf Jango Fett, welcher aussagt, auf einem der Bogden-Monde von einem Mann namens Tyranus als Klonwirt für die Armee angeheuert worden zu sein. Obi-Wan hat den Verdacht, dass Fett an den Attentaten auf Senatorin Amidala beteiligt ist, und versucht, ihn gefangen zu nehmen, damit der Rat der Jedi ihn verhören kann. Nach einem Kampf auf einer Landeplattform entkommt Fett, aber Obi-Wan befestigt einen Peilsender an seinem Schiff.
Auf Naboo beginnen Anakin und Padmé sich zu verlieben, aber Anakin spürt auch, dass es seiner Mutter schlecht geht, die er vor zehn Jahren auf Tatooine zurückließ. Er bricht mit Padmé nach Tatooine auf und erfährt dort von Watto, dem Schrotthändler, dass seine Mutter aus der Sklaverei befreit worden ist und geheiratet hat. Als er Cliegg Lars findet, den Ehemann seiner Mutter, erzählt ihm dieser, dass seine Mutter von einheimischen Tusken-Räubern entführt worden ist. Er verfolgt die Spur der Sandleute und findet seine von Folter geschwächte Mutter, die in seinen Armen stirbt. Entgegen seinem Kodex bringt er voller Hass alle Sandleute im Lager um, selbst Frauen und Kinder.
Währenddessen verfolgt Obi-Wan den flüchtenden Jango Fett und dessen Sohn Boba mit Hilfe des am Schiff befestigten Peilsenders zu einem Wüstenplaneten namens Geonosis. Dort belauscht er ein Treffen des ehemaligen Jedi-Meisters Dooku mit Vertretern der Handelsföderation und anderen Führern einer von ihm geführten Konföderation von Sternensystemen, die sich gegen die Republik richtet. Count Dooku hofft, die Droidenarmeen der Handelsföderation für den Plan seines Meisters zu gewinnen, die Republik in einen Bürgerkrieg zu stürzen. Nute Gunray, der Vizekönig der Handelsföderation, verlangt als Gegenleistung Amidalas Tod, was die Attentate auf die Senatorin erklärt. Bevor Obi-Wan seine Entdeckungen an den Jedi-Rat nach Coruscant vollständig übertragen kann, wird er gefangen genommen. Beim Verhör durch Dooku, welcher einst Obi-Wans Mentor Qui-Gon Jinn ausbildete, wird Obi-Wan ein Bündnis mit der Konföderation unterbreitet, da die Republik unter dem Einfluss eines Sith stünde. Dooku gibt also vor, mit seiner Separation gegen die Sith zu handeln. Obi-Wan lehnt ab, da er ihm nicht glaubt.
Anakin, der die Nachricht Obi-Wans nach der Beerdigung seiner Mutter mitbekommen hat, bricht zusammen mit Padmé und den Droiden R2-D2 und C-3PO von Tatooine nach Geonosis auf, um Obi-Wan zu retten. Dessen Nachricht wird von R2-D2 nach Coruscant weitergeleitet. Auf Geonosis entdecken Anakin, Padmé, R2-D2 und C-3PO, dass die Geonosianer eine Droidenarmee für die Separatisten bauen. Nach ihrer Flucht durch die Fertigungsanlagen werden auch sie gefangen genommen.
Auf Coruscant beschließt der Rat der Jedi, alle verfügbaren Jedi-Ritter nach Geonosis zu schicken, um Obi-Wan, Anakin und Padmé zu retten sowie die Geheimnisse um die Handelsföderation und die Handelsgilden zu lüften. Gleichzeitig erteilt der Senat nach dem Vorschlag von Amidalas stellvertretendem Repräsentanten Jar Jar Binks dem Kanzler Notstandsvollmachten, so dass dieser die Klonarmee einsetzen kann.
Obi-Wan, Anakin und Padmé, die zum Tode verurteilt wurden, sollen in einer Arena von wilden Bestien hingerichtet werden, können sich jedoch von ihren Fesseln befreien und erfolgreich Widerstand leisten, woraufhin sie von der Droidenarmee der Geonosianer umstellt werden. Die hinzukommenden Jedi aus Coruscant können die Exekutierung unter dem Kommando von Mace Windu verhindern, woraufhin in der Arena eine Schlacht ausbricht. Dutzende Jedi-Ritter fallen den Laserwaffen der Droiden zum Opfer oder werden in die Enge getrieben. Jango Fett erschießt einen Jedi-Meister, wird jedoch wenig später vor den Augen seines Sohnes von Meister Windu enthauptet. Ohne Chance gegen die Übermacht werden die Jedi nur von den eintreffenden Klontruppen unter Führung von Meister Yoda gerettet. Die Schlacht zwischen den Klonsoldaten und der Droidenarmee weitet sich nun auf den gesamten Planeten aus. Die Klonkrieger können ihre Überlegenheit gegenüber den Droiden unter Beweis stellen. Mehrere Raumschiffe der Handelsgilden werden dabei vernichtet, als sie zu fliehen versuchen. Anakin und Obi-Wan verfolgen in den Wirren des Kampfes Count Dooku bis zu einem Hangar, wo dessen eigenes Raumschiff auf ihn wartet. Obwohl Obi-Wan Dooku gemeinsam mit Anakin in die Enge treiben will, greift Anakin diesen alleine an. Dooku schleudert ihn mithilfe von Sith-Kräften gegen die Wand und Anakin verliert vorübergehend das Bewusstsein.
Count Dooku kann trotz eines Lichtschwert-Kampfes gegen Obi-Wan, Anakin und schließlich auch Meister Yoda entkommen. Anakin verliert in diesem Kampf seinen rechten Unterarm. Dooku flieht mit dem Bauplan für den Todesstern nach Coruscant, wo er seinen Meister Darth Sidious trifft. Dieser spricht Dooku mit dessen Sith-Namen Tyranus an und zeigt sich über den Ausbruch der Klonkriege erfreut. Der nun angebrochene Krieg wurde von den beiden Sith-Lords zum einzigen Zwecke arrangiert, die demokratische Macht des Senats durch Einsatz der Notstandsvollmachten des Kanzlers auszuhebeln.
Anakin und Padmé kehren nach Naboo zurück und heiraten heimlich, da eine solche Bindung einem Jedi untersagt ist. Obi-Wan, Yoda und Windu denken im Jedi-Tempel auf Coruscant über die zurückliegende Schlacht und die gegenwärtige Entwicklung nach. Tausende von Klonkriegern marschieren in riesige Raumschiffe und bereiten sich auf einen gigantischen Krieg vor, der die Galaxis verändern wird.

## Einordnung in dasStar-Wars-Universum

### Chronologie
Die Handlung setzt etwa zehn Jahre nach der des Vorgängers Die dunkle Bedrohung ein. Der Film bildet den Mittelteil der Prequel-Trilogie, die 2005 mit Star Wars: Episode III – Die Rache der Sith abgeschlossen wurde.
Zeitleiste der Filme und Serien im Star-Wars-Universum
| Die dunkle Bedrohung |                                   |                   |                                    |                   |                                   |                   |                         | I             |                                |               |                          |               |                          |                          |                          |                          |                          |                          |                          |                         |                         |                         |                         |                         |                         |                         |                         |                   |                   |                   |                         |                         |                         |                         |
| Angriff der Klonkrieger |                                   |                   |                                    |                   |                                   |                   |                         |               |                                | II            |                          |               |                          |                          |                          |                          |                          |                          |                          |                         |                         |                         |                         |                         |                         |                         |                         |                   |                   |                   |                         |                         |                         |                         |
| Die Rache der Sith |                                   |                   |                                    |                   |                                   |                   |                         |               |                                |               |                          | III           |                          |                          |                          |                          |                          |                          |                          |                         |                         |                         |                         |                         |                         |                         |                         |                   |                   |                   |                         |                         |                         |                         |
| Krieg der Sterne |                                   |                   |                                    |                   |                                   |                   |                         |               |                                |               |                          |               |                          |                          |                          |                          |                          |                          |                          |                         |                         | IV                      | IV                      |                         |                         |                         |                         |                   |                   |                   |                         |                         |                         |                         |
| Das Imperium schlägt zurück |                                   |                   |                                    |                   |                                   |                   |                         |               |                                |               |                          |               |                          |                          |                          |                          |                          |                          |                          |                         |                         |                         |                         |                         | V                       |                         |                         |                   |                   |                   |                         |                         |                         |                         |
| Die Rückkehr der Jedi-Ritter |                                   |                   |                                    |                   |                                   |                   |                         |               |                                |               |                          |               |                          |                          |                          |                          |                          |                          |                          |                         |                         |                         |                         |                         |                         | VI                      |                         |                   |                   |                   |                         |                         |                         |                         |
| Das Erwachen der Macht |                                   |                   |                                    |                   |                                   |                   |                         |               |                                |               |                          |               |                          |                          |                          |                          |                          |                          |                          |                         |                         |                         |                         |                         |                         |                         |                         |                   |                   |                   |                         | VII                     |                         |                         |
| Die letzten Jedi |                                   |                   |                                    |                   |                                   |                   |                         |               |                                |               |                          |               |                          |                          |                          |                          |                          |                          |                          |                         |                         |                         |                         |                         |                         |                         |                         |                   |                   |                   |                         |                         | VIII                    |                         |
| Der Aufstieg Skywalkers |                                   |                   |                                    |                   |                                   |                   |                         |               |                                |               |                          |               |                          |                          |                          |                          |                          |                          |                          |                         |                         |                         |                         |                         |                         |                         |                         |                   |                   |                   |                         |                         |                         | IX                      |
| Rogue One |                                   |                   |                                    |                   |                                   |                   |                         |               |                                |               |                          |               |                          |                          | a)                       |                          |                          |                          |                          |                         | R1                      |                         |                         |                         |                         |                         |                         |                   |                   |                   |                         |                         |                         |                         |
| Solo |                                   |                   |                                    |                   |                                   |                   |                         |               |                                |               |                          |               |                          |                          | a)                       |                          | S                        |                          |                          |                         |                         |                         |                         |                         |                         |                         |                         |                   |                   |                   |                         |                         |                         |                         |
| Die Abenteuer der jungen Jedi | YJA                               |                   |                                    |                   |                                   |                   |                         |               |                                |               |                          |               |                          |                          |                          |                          |                          |                          |                          |                         |                         |                         |                         |                         |                         |                         |                         |                   |                   |                   |                         |                         |                         |                         |
| The Clone Wars (+ Kinofilm) |                                   |                   |                                    |                   |                                   |                   |                         |               |                                | TCW           | TCW                      | TCW           |                          |                          |                          |                          |                          |                          |                          |                         |                         |                         |                         |                         |                         |                         |                         |                   |                   |                   |                         |                         |                         |                         |
| The Bad Batch |                                   |                   |                                    |                   |                                   |                   |                         |               |                                |               |                          | TBB           | TBB                      |                          |                          |                          |                          |                          |                          |                         |                         |                         |                         |                         |                         |                         |                         |                   |                   |                   |                         |                         |                         |                         |
| Rebels |                                   |                   |                                    |                   |                                   |                   |                         |               |                                |               |                          |               |                          |                          |                          |                          |                          |                          |                          | Rebels                  | Rebels                  |                         |                         |                         |                         |                         | b)                      |                   |                   |                   |                         |                         |                         |                         |
| Resistance |                                   |                   |                                    |                   |                                   |                   |                         |               |                                |               |                          |               |                          |                          |                          |                          |                          |                          |                          |                         |                         |                         |                         |                         |                         |                         |                         |                   |                   |                   | Resistance              | Resistance              | Resistance              | Resistance              |
| The Acolyte |                                   |                   | c)                                 |                   | TA                                |                   |                         |               |                                |               |                          |               |                          |                          |                          |                          |                          |                          |                          |                         |                         |                         |                         |                         |                         |                         |                         |                   |                   |                   |                         |                         |                         |                         |
| Obi-Wan-Kenobi |                                   |                   |                                    |                   |                                   |                   |                         |               |                                |               |                          |               |                          |                          |                          |                          |                          | K                        |                          |                         |                         |                         |                         |                         |                         |                         |                         |                   |                   |                   |                         |                         |                         |                         |
| Andor |                                   |                   |                                    |                   |                                   |                   |                         |               |                                |               |                          |               |                          |                          |                          |                          |                          |                          |                          | Andor                   | Andor                   |                         |                         |                         |                         |                         |                         |                   |                   |                   |                         |                         |                         |                         |
| The Mandalorian |                                   |                   |                                    |                   |                                   |                   |                         |               |                                |               |                          |               |                          |                          |                          |                          |                          |                          |                          |                         |                         |                         |                         |                         |                         |                         |                         |                   | M                 |                   |                         |                         |                         |                         |
| Das Buch von Boba Fett |                                   |                   |                                    |                   |                                   |                   |                         |               |                                |               |                          |               |                          |                          |                          |                          |                          |                          |                          |                         |                         |                         |                         |                         |                         | c)                      | c)                      |                   | BF                |                   |                         |                         |                         |                         |
| Ahsoka |                                   |                   |                                    |                   |                                   |                   |                         |               |                                |               |                          |               |                          |                          |                          |                          |                          |                          |                          |                         |                         |                         |                         |                         |                         |                         |                         |                   | A                 |                   |                         |                         |                         |                         |
| Skeleton Crew |                                   |                   |                                    |                   |                                   |                   |                         |               |                                |               |                          |               |                          |                          |                          |                          |                          |                          |                          |                         |                         |                         |                         |                         |                         |                         |                         |                   | SC                |                   |                         |                         |                         |                         |
| Ära | Die Hohe Republik                 | Die Hohe Republik | Die Hohe Republik                  | Die Hohe Republik | Die Hohe Republik                 | Die Hohe Republik | Fall der Jedi           | Fall der Jedi | Fall der Jedi                  | Fall der Jedi | Fall der Jedi            | Fall der Jedi | Herrschaft des Imperiums | Herrschaft des Imperiums | Herrschaft des Imperiums | Herrschaft des Imperiums | Herrschaft des Imperiums | Herrschaft des Imperiums | Herrschaft des Imperiums | Zeitalter der Rebellion | Zeitalter der Rebellion | Zeitalter der Rebellion | Zeitalter der Rebellion | Zeitalter der Rebellion | Zeitalter der Rebellion | Zeitalter der Rebellion | Zeitalter der Rebellion | Die Neue Republik | Die Neue Republik | Die Neue Republik | Aufstieg der 1. Ordnung | Aufstieg der 1. Ordnung | Aufstieg der 1. Ordnung | Aufstieg der 1. Ordnung |
| \| \| Prequel-Trilogie (Episoden I–III) \| \| Original-Trilogie (Episoden IV–VI) \| \| Sequel-Trilogie (Episoden VII–IX) \| \| A-Star-Wars-Story-Filme \| \| (kanonische) Animations-Serien \| \| (kanonische) Real-Serien \| |                                   |                   |                                    |                   |                                   |                   |                         |               |                                |               |                          |               |                          |                          |                          |                          |                          |                          |                          |                         |                         |                         |                         |                         |                         |                         |                         |                   |                   |                   |                         |                         |                         |                         |
| Die Folgen der Serien Die Mächte des Schicksals und Geschichten der Jedi spielen jeweils zu unterschiedlichen Zeitpunkten, sodass eine Auflistung in der Tabelle nicht sinnvoll möglich ist. Ebenfalls nicht aufgelistet sind Miniserien, Kurzgeschichten, Comics, Bücher und andere Begleitwerke des offiziellen Star-Wars-Kanons sowie der Themenpark Star Wars: Galaxy’s Edge (zwischen VIII und IX). Zur schematischen Einordnung der Handlungen wird die fiktive Zeitrechnung des Star-Wars-Universums verwendet. Diese unterscheidet zwischen den Jahren vor der Schlacht von Yavin (VSY) und nach der Schlacht von Yavin (NSY). Die Schlacht von Yavin IV bildet das Ende von Krieg der Sterne (1977), bei dem Luke Skywalker und die Rebellenallianz den ersten Todesstern zerstören. |                                   |                   |                                    |                   |                                   |                   |                         |               |                                |               |                          |               |                          |                          |                          |                          |                          |                          |                          |                         |                         |                         |                         |                         |                         |                         |                         |                   |                   |                   |                         |                         |                         |                         |
| a) Prolog, b) Epilog, c) Rückblenden |                                   |                   |                                    |                   |                                   |                   |                         |               |                                |               |                          |               |                          |                          |                          |                          |                          |                          |                          |                         |                         |                         |                         |                         |                         |                         |                         |                   |                   |                   |                         |                         |                         |                         |
| | Prequel-Trilogie (Episoden I–III) |                   | Original-Trilogie (Episoden IV–VI) |                   | Sequel-Trilogie (Episoden VII–IX) |                   | A-Star-Wars-Story-Filme |               | (kanonische) Animations-Serien |               | (kanonische) Real-Serien |               |                          |                          |                          |                          |                          |                          |                          |                         |                         |                         |                         |                         |                         |                         |                         |                   |                   |                   |                         |                         |                         |                         |

### Figuren
Hauptfiguren

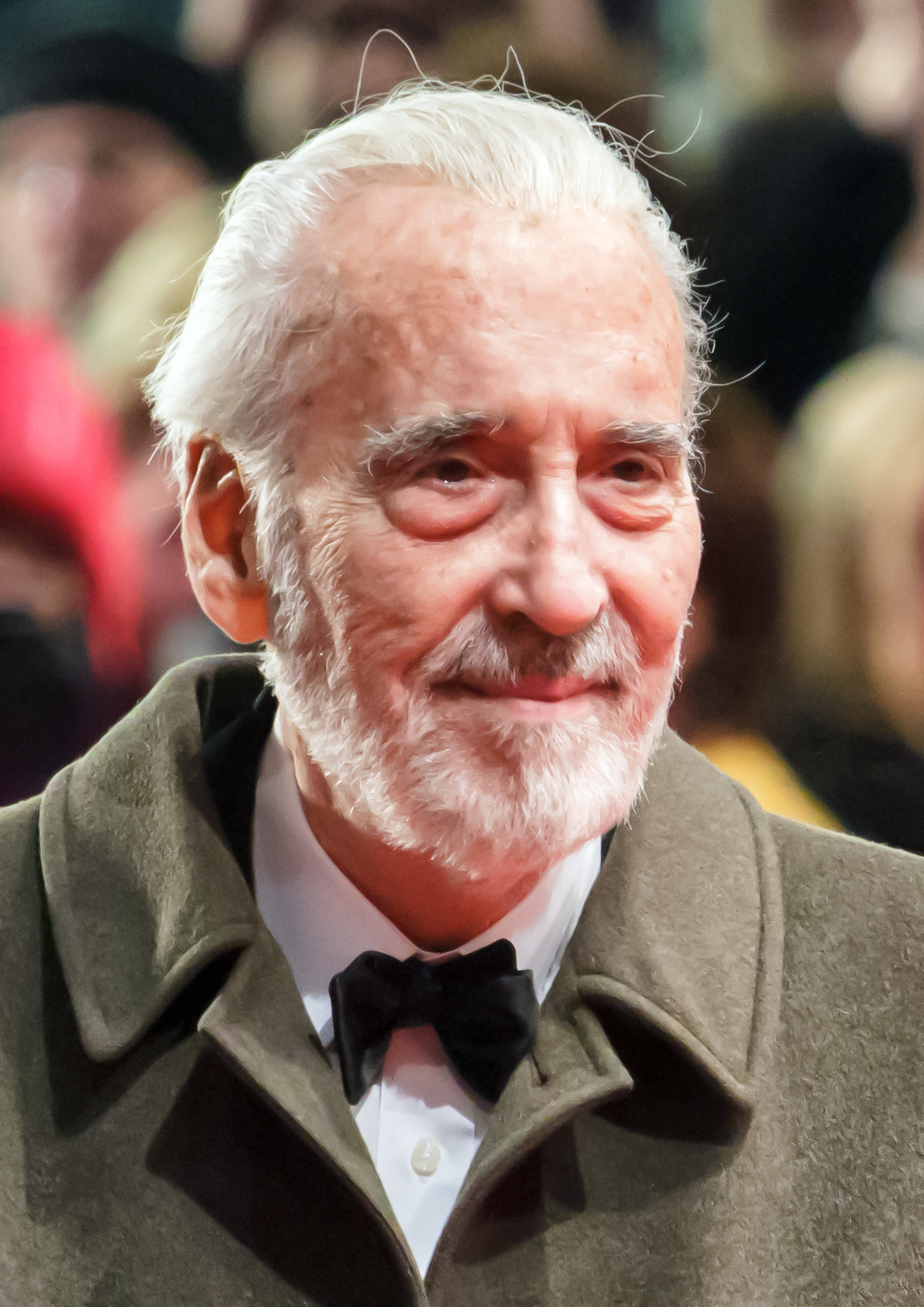
Christopher Lee (hier 2013) spielt den Hauptantagonisten Count Dooku

- Anakin Skywalker (Hayden Christensen), mutiger, aber sturer und arroganter Padawan-Schüler von Obi-Wan Kenobi, der seine Gefühle nicht unter Kontrolle hat und von Alpträumen in Bezug auf seine Mutter heimgesucht wird. Er soll die Senatorin vor weiteren Gefahren beschützen, wird jedoch dabei von seinen starken Gefühlen für Padmé Amidala beeinflusst.
- Obi-Wan Kenobi (Ewan McGregor), Jedi-Ritter und Meister von Anakin Skywalker, der den Mordversuch auf Padmé aufklären soll.
- Padmé Amidala (Natalie Portman), Senatorin und ehemalige Königin von Naboo, die von den Separatisten ermordet werden soll und daher unter den Schutz von Anakin Skywalker und Obi-Wan Kenobi gestellt wird.
- Count Dooku/Darth Tyranus (Christopher Lee), ehemaliger Jedi-Meister und Anführer der Konföderation Unabhängiger Systeme (KUS), der nach dem Tod seines ehemaligen Schülers Qui-Gon Jinn der dunklen Seite verfiel und zum Sith-Lord Darth Tyranus wurde. Sein Ziel ist es, den Jedi-Orden und den Senat der Republik zu vernichten.
- Mace Windu (Samuel L. Jackson), ein Jedi-Meister und Mitglied des Jedi-Rates.
- Yoda (OT: Frank Oz/DF: Tobias Meister), Jedi-Großmeister. Gemeinsam mit Mace Windu und Ki-Adi-Mundi ist er das Oberhaupt des Jedi-Rates.
- Sheev Palpatine/Darth Sidious (Ian McDiarmid), Oberster Kanzler der Galaktischen Republik und insgeheim der Sith-Lord Darth Sidious, der der wahre Drahtzieher der Konföderation unabhängiger Systeme ist.
- Jango Fett (Temuera Morrison), Kopfgeldjäger, der seine DNA für die Klonanlage auf Kamino für die Schaffung der Klonarmee zur Verfügung stellte. Zusätzlich zieht er einen unveränderten Klon als seinen Sohn, namens Boba Fett, auf.
- C-3PO (Anthony Daniels), Protokolldroide, der für die Familie von Cliegg Lars arbeitet. Gebaut wurde er von Anakin Skywalker.
- R2-D2 (Kenny Baker), Astromech-Droide, der Padmé Amidala dient.

Nebenfiguren
- Boba Fett (Daniel Logan), Klon und Ziehsohn von Jango Fett.
- Zam Wesell (Leeanna Walsman), Gestaltwandlerin, Kopfgeldjägerin und Auftragsmörderin, die die Aufgabe erhält, Padmé zu ermorden.
- Shmi Skywalker-Lars (Pernilla August), ehemalige Sklavin und Mutter von Anakin, die von Cliegg Lars als Sklavin freigekauft und später von ihm geheiratet wurde. Sie wurde von Tuskenräubern entführt.
- Nute Gunray (Silas Carson), Neimoidianer und der Vizekönig der Handelsföderation, der sich an Padmé rächen will.
- Jar Jar Binks (Ahmed Best), Gungan und Abgeordneter des Galaktischen Senats.
- Bail Organa (Jimmy Smits), Senator und Königsgemahl von Alderaan.
- Owen Lars (Joel Edgerton), Sohn von Cliegg Lars und Stiefbruder von Anakin.
- Beru Whitesun (Bonnie Piesse), Verlobte von Owen Lars.
- Cliegg Lars (Jack Thompson), Feuchtfarmer, Vater von Owen Lars, Ehemann von Shmi Skywalker und somit der Stiefvater von Anakin. Er verlor sein rechtes Bein, als er versuchte, seine Frau zu finden.
- Gregar Typho (Jay Laga’aia), Captain des Sicherheitspersonals, der Amidala als Leibwächter dient.
- Ki-Adi-Mundi (Silas Carson), Jedi-Meister und Mitglied des Jedi-Rates.
- Watto (OT: Andy Secombe/DF: Udo Schenk), ehemaliger toydarianischer Schrott- und Sklavenhändler, der einst Anakin sowie seine Mutter Shmi Skywalker als Sklaven besaß.
- Jocasta Nu (Alethea McGrath), Jedi-Meisterin, Leiterin der Bibliothek im Jedi-Tempel und Verwalterin des Jedi-Archivs.
- Dexter Jettster (OT: Ron Falk/DF: Jürgen Kluckert), Inhaber eines Diner auf Coruscant und ein alter Freund von Obi-Wan Kenobi.
- Mas Amedda (David Bowers), Senatssprecher und Vizekanzler der Republik.

### Orte
- Coruscant, eine einzige Stadt, eine sogenannte Makropole. Der Planet ist das politische Zentrum der Galaxis, der Galaktischen Republik. Dort befindet sich auch der Galaktische Senat sowie der Jedi-Tempel mit dem Hohen Rat der Jedi. Staatsoberhaupt des Planeten ist der Oberste Kanzler Sheev Palpatine. Coruscant beherbergt mehr als eine Billion Bewohner, die den verschiedensten Spezies angehören. Die meisten leben in Galactic City.
- Geonosis, ein öder Gesteinsplanet, auf dem die insektenartigen Geonosianer leben. Der Planet ist Schauplatz der Eröffnungsschlacht der Klonkriege.
- Naboo, ein idyllischer Planet im Chommell-Sektor. Seine Hauptstadt ist Theed, dort befindet sich auch der königliche Palast. Die Landschaft Naboos wird von Wäldern, Wiesen und Seen geprägt. Eine weitere Spezies dieses Planeten sind die Gungans, die in Unterwasserstädten wie z. B. Gunga City leben, welche im Paonga-See liegt. Die Welt selbst besitzt, im Gegensatz zu den meisten anderen Planeten, einen porösen Kern, der von weitläufigen Unterwassergrotten und Kanälen durchzogen wird. Naboo ist der Heimatplanet von Padmé Amidala und Senator Sheev Palpatine sowie Jar Jar Binks.
- Tatooine, ein Wüstenplanet, der um ein Zwillingssonnenpaar kreist. Er ist ein Refugium für Schmuggler, Kriminelle und Leute, die nicht gefunden werden wollen. Der Planet ist die Heimatwelt von Anakin und seiner Mutter Shmi Skywalker. Regiert wird der Planet von Jabba.
- Kamino, Planet, dessen System am Rande der Republik ist. Der Planet besteht eigentlich nur aus einem riesigen Meer. Die Bewohner, die Kaminoaner, leben in Pfahlstädten. Kamino ist zudem der Produktionsplanet der Klone.

## Hintergründe
- Der Film wurde größtenteils mit Filmkameras mit dem HDCAM-System produziert. George Lucas brachte dies den Ruf als Pionier des Einsatzes von digitalen Kinokameras ein.
- Die Klonkrieger erscheinen in Star Wars: Episode II – Angriff der Klonkrieger zum ersten Mal. Sie bestehen, solange sie ihre Rüstung tragen, nur aus computergenerierten Bildern und werden nicht von echten Menschen dargestellt. Als Vorlage dienten die Bewegungen und Rüstungen der Sturmtruppen aus den früheren Episoden.
- Während Anakin hasserfüllt gegen die Sandleute kämpft, ist die Stimme von Qui-Gon zu hören, gesprochen von Liam Neeson.
- Luke Skywalkers spätere Zieheltern Owen und Beru Lars haben einen kurzen Auftritt. Auch der mandalorianische Kopfgeldjäger Boba Fett aus Das Imperium schlägt zurück tritt als kindlicher Klon Jango Fetts in Erscheinung. Darüber hinaus wird der aus Krieg der Sterne bekannte Todesstern als die ultimative Waffe und Teil der Pläne der Separatisten erwähnt und sein Entwurf als Hologramm kurz gezeigt.
- In den Szenen, in denen die Figur Cordé im Kreuzer ist und die Rampe hinunter läuft, wurde sie tatsächlich von Natalie Portman dargestellt. Ihre Sterbeszene wurde allerdings von der Schauspielerin Verónica Segura gespielt.[8]
- In der Schilderung des Zusammenbruchs der Republik – insbesondere auch als „Vielvölkerreich“ – sind deutliche Bezüge zu ähnlichen politischen Umbrüchen in der Menschheitsgeschichte erkennbar (Römisches Reich, cromwellsches England, napoleonisches Frankreich, Weimarer Republik, Österreich-Ungarn).
- Eine 3D-Wiederveröffentlichung, welche für den 20. September 2013 geplant war (Episode I erschien im Februar 2012 in 3D im Kino), wurde von Lucasfilm am 29. Januar 2013 abgesagt. Dies begründete man mit den Arbeiten an einer neuen Sequel-Trilogie der Star-Wars-Saga, welche die vollen Kapazitäten benötige.[9]
- Auf der Star Wars Celebration Europe wurde trotz der Absage am 26. Juli 2013 exklusiv die englische Fassung des Films in 3D vorgeführt.[10][11][12]
- Anfang 2002 wurde erstmals der von Alan Dean Foster geschriebene Roman Ein Sturm zieht auf (The Approaching Storm) veröffentlicht, dessen Handlung kurz vor Episode II angesiedelt ist und deren unmittelbare Vorgeschichte erzählt. Das englischsprachige Hörbuch zu The Approaching Storm wird von Alexander Adams gelesen.[13]
- Auch verfasste Jude Watson die Romanreihe Jedi Quest, deren Handlung in den Jahren zwischen Episode I und II spielt und die Erlebnisse von Obi-Wan Kenobi und Anakin Skywalker in den Vordergrund stellt.

## Verschiedene Versionen
Wie bei allen anderen Star-Wars-Filmen, gibt es auch bei Angriff der Klonkrieger verschiedene Versionen. So gab es zwei verschiedene Kinofassungen. Eine für die zahlreichen analogen Kinos, welche bereits im April 2002 fertiggestellt wurde, und eine digitale Version, welche an die wenigen digitalen Kinos, die es 2002 gab, etwas später geliefert wurde. Diese digitale Version war anschließend auch auf der VHS- und DVD-Heimkino-Auswertung zu finden. Zudem brachte die Blu-ray-Version von 2011 weitere Änderungen mit sich.
Die digitale Kinofassung ist um wenige Sekunden länger als die analoge Version. Bei zwei Szenen wurden zusätzliche Dialoge hinzugefügt, eine dritte Änderung enthält eine neue Einstellung, in der Anakins künstliche Hand bei der Hochzeit deutlicher zu sehen ist. Zudem soll es zahlreiche kleine Farbkorrekturen gegeben haben.
Für die Blu-ray-Veröffentlichung wurden an verschiedenen Stellen die Szenenabfolgen minimal verändert, weiterhin wurde während Anakins Albtraum ein Hilferuf seiner Mutter Shmi hinzugefügt.
Die analoge Kinofassung von Star Wars: Episode II – Angriff der Klonkrieger, welche 2002 von dem Großteil der Besucher gesehen wurde, ist nie auf VHS, Laserdisc, DVD oder Blu-ray erschienen.
Für die Video-on-Demand-Veröffentlichung wurde erstmals seit der Übernahme von Disney der Fox-Einspieler entfernt.

## Synchronisation
Die Synchronisation übernahm die Berliner Synchron GmbH nach einem Dialogbuch und einer Dialogregie von Tobias Meister. Da Gerry Wolff, der Yoda in Episode I sprach, 2001 in den Ruhestand ging, übernahm Meister die Rolle.
| Rollenname                            | Darsteller              | Synchronsprecher    |
| ------------------------------------- | ----------------------- | ------------------- |
| Obi-Wan Kenobi                        | Ewan McGregor           | Philipp Moog        |
| Padmé Amidala                         | Natalie Portman         | Manja Doering       |
| Anakin Skywalker                      | Hayden Christensen      | Wanja Gerick        |
| Darth Tyranus/Count Dooku             | Christopher Lee         | Klaus Sonnenschein  |
| Mace Windu                            | Samuel L. Jackson       | Helmut Gauß         |
| Yoda                                  | Frank Oz (Stimme)       | Tobias Meister      |
| Kanzler Sheev Palpatine/Darth Sidious | Ian McDiarmid           | Friedhelm Ptok      |
| Shmi Skywalker-Lars                   | Pernilla August         | Daniela Hoffmann    |
| Jango Fett, Klonkrieger               | Temuera Morrison        | Martin Keßler       |
| Boba Fett                             | Daniel Logan            | Ricardo Richter     |
| Bail Organa                           | Jimmy Smits             | Tom Vogt            |
| Cliegg Lars                           | Jack Thompson           | Jan Spitzer         |
| Beru Lars                             | Bonnie Piesse           | Sonja Spuhl         |
| Owen Lars                             | Joel Edgerton           | Norman Matt         |
| Zam Wesell                            | Leeanna Walsman         | Bettina Weiß        |
| Jar Jar Binks                         | Ahmed Best              | Stefan Fredrich     |
| Gouverneur Sio Bibble                 | Oliver Ford Davies      | Horst Lampe         |
| Dexter Jettster                       | Ron Falk (Stimme)       | Jürgen Kluckert     |
| Captain Gregar Typho                  | Jay Laga’aia            | Oliver Mink         |
| Watto                                 | Andrew Secombe (Stimme) | Udo Schenk          |
| C-3PO                                 | Anthony Daniels         | Wolfgang Ziffer     |
| Rune Haako                            | Christopher Truswell    | Karl Heinz Oppel    |
| Ki-Adi-Mundi                          | Silas Carson            | Norbert Gescher     |
| Vizekönig Nute Gunray                 | Silas Carson            | Joachim Siebenschuh |
| Jocasta Nu                            | Alethea McGrath         | Christel Merian     |
| Vizekanzler Mas Amedda                | David Bowers            | Roland Hemmo        |
| Qui-Gon Jinn                          | Liam Neeson (Stimme)    | Bernd Rumpf         |

## Rezeption

### Kritiken
Angriff der Klonkrieger erhielt ein eher gutes Presseecho, was sich auch in den Auswertungen US-amerikanischer Aggregatoren widerspiegelt. So erfasst Rotten Tomatoes mehrheitlich wohlwollende Besprechungen und ordnet den Film dementsprechend als „Frisch“ ein. Laut Metacritic fallen die Bewertungen im Mittel „Durchwachsen oder Durchschnittlich“ aus.
Peter Travers sah in seiner Kritik aus der Rolling Stone-Ausgabe vom 6. Juni 2002 in Episode II eine klare Steigerung zu Episode I und bewertete Star Wars: Episode II – Angriff der Klonkrieger als seinerzeit drittbesten Star-Wars-Film. So lobte Travers beispielsweise die „Darstellung der dunklen Seite, wie sie Lucas seit Das Imperium schlägt zurück aus dem Jahr 1980 nicht mehr auf die Leinwand gebracht hat.“
Der katholische Filmdienst lobte die „zahlreichen Bezüge auf die Kunst-, Fantasie- und Gefühlswelt des 19. Jahrhunderts, die sich im Wechselbad aus poetischen Träumereien und martialischen Exzessen Bahn brechen“. Jedoch kritisierte man die teilweise mangelnde „erzählerischen Dichte“ des Films.
Dagegen übte Kai Mihm in epd Film deutliche Kritik, denn „obwohl es viel zu sehen“ gebe, fände Lucas „nie Bilder für die Gefühlslagen und die Entwicklung seiner Helden“. Alles bleibe „Behauptung“. Die Szenen, in denen Anakin mit Padmé „herumtollt“ und ihr „seine Liebe einredet“, sähen aus wie „eine Mischung aus Airbrush-Kitschposter und italienischem Kostümporno“. Meist stünden die Menschen „in der Szenerie herum wie Akteure einer schlechten Soap-Opera, die nicht wissen, was sie mit ihren Händen machen sollen.“ Schlimmer würde es nur noch, wenn sie anfangen, „die Plattitüden aufzusagen, die das Drehbuch ihnen in den Mund gelegt hat.“

### Auszeichnungen
Oscarverleihung 2003
- Nominierung in der Kategorie Beste visuelle Effekte für Rob Coleman, Pablo Helman, John Knoll und Ben Snow

Saturn Award 2003
- Auszeichnung in der Kategorie Bestes Kostüm für Trisha Biggar
- Auszeichnung in der Kategorie Beste Spezialeffekte für Rob Coleman, Pablo Helman, John Knoll und Ben Snow
- Nominierung in der Kategorie Bester Science-Fiction-Film für George Lucas und Rick McCallum
- Nominierung in der Kategorie Beste Regie für George Lucas
- Nominierung in der Kategorie Beste Hauptdarstellerin für Natalie Portman
- Nominierung in der Kategorie Bester Nachwuchsschauspieler für Hayden Christensen
- Nominierung in der Kategorie Beste Musik für John Williams

Empire Award 2003
- Auszeichnung für die Szene des Jahres (Yodas Schwertkampf)

MTV Movie Awards 2003
- Auszeichnung für die beste Kampfszene für Christopher Lee
- Nominierung für die beste Action-Sequenz (The Arena)
- Nominierung für die beste virtuelle Darstellung (Yoda)

BMI Film Music Award 2003
- Auszeichnung für die Musik von John Williams

Teen Choice Awards 2002
- Auszeichnung in der Kategorie für Beste Schauspielerin in Drama/Action/Abenteuer für Natalie Portman
- Nominierung in der Kategorie Bester Schauspieler in Drama/Action/Abenteuer für Hayden Christensen
- Nominierung in der Kategorie Bestes Leinwandpaar für Hayden Christensen und Natalie Portman

Goldene Himbeere 2003
- Auszeichnung in der Kategorie Schlechtestes Drehbuch für George Lucas und Jonathan Hales
- Auszeichnung in der Kategorie Schlechtester Nebendarsteller für Hayden Christensen
- Nominierung in der Kategorie Schlechtester Film für George Lucas und Rick McCallum
- Nominierung in der Kategorie Schlechteste Neuverfilmung oder Fortsetzung für George Lucas und Rick McCallum
- Nominierung in der Kategorie Schlechteste Regie für George Lucas
- Nominierung in der Kategorie Schlechteste Nebendarstellerin für Natalie Portman
- Nominierung in der Kategorie Schlechteste Filmpaarung für Hayden Christensen und Natalie Portman

Bogey Platin
- 5 Millionen Kinobesucher in 50 Tagen